# Белый, Игорь Борисович
И́горь Бори́сович Бе́лый (род. 13 апреля 1971, Москва) — российский поэт, бард, певец, актёр, издатель, культуртрегер и продюсер. Пишет песни с 1987 года.  В 1994 году с друзьями и единомышленниками основал Творческую Ассоциацию «32 августа». Один из основателей «Бу-феста». С 2000 года проводит в Подмосковье собственный слёт авторской песни — Белый слёт. Лауреат Второго канала Грушинского фестиваля (1996), с 2004 года ведёт мастерскую и работает в жюри Московского детско-юношеского фестиваля авторской песни. В настоящее время выступает с концертами и спектаклями как в России, так и за рубежом — в Германии, США, Великобритании, Израиле.

## Биография
Закончил в 1998 году Еврейский Университет в Москве (МГОПУ) по специальности филология. С 2006 года издаёт книги в собственном издательстве «Memories». В 2009 году с единомышленниками основал книжный фестиваль «Бу!фест», а годом позже — московский книжный клуб-магазин «Гиперион», которым руководит в настоящее время. «Гиперион» является одной из главных камерных площадок в Москве, где проходят концерты в жанре авторской песни.
С 2005 года выступает в дуэте с Евгенией Славиной (дуэт «Ойфн Вег»), вышло три официальных аудиоальбома. Наиболее известен их детский музыкальный спектакль «Гефилте Лид» (4+) («Как портной и ослик за карпом ходили»), который больше десяти лет находится в активном репертуаре. Кроме этого у дуэта есть также другие музыкально-игровые программы для детей разных возрастов (2 и 5 лет).
В 2011 году в соавторстве с композитором И.Демариным написал песни к мюзиклу Ф.Канделя «Адам и Ева» по заказу театра «Шалом».
С 2013 года выступает солистом в фольклорном клезмерском ансамбле «Yosef-Kapelye» под управлением И.Лебедева.
Исполнитель роли пастора Шлага в мюзикле М.Капустина «Штирлиц. Попытка к бегству» (2014).
Режиссёр-постановщик музыкального спектакля «Гаити 63» по песням Т.Шельен (2016).
С 2016 года выступает со своей музыкальной группой «Звукоукладочная Артель».
В 2017 году поставил по собственной сказке детский музыкальный спектакль-квест «Приключения манекена Мани» (6+).

## Отзывы о творчестве
«Игорь Белый яркий представитель авторской песни. Оптимизм и позитивный настрой позволяет ему создавать волнующие миры сказок, дорог и комнатных зарисовок. Он не только поет о том, что видит, но и тонко чувствует и передает ритм описываемых ситуаций».
«…Игорь Белый — глубокий и тонкий автор, великолепно чувствующий форму и имеющий, что сказать по существу. Он пробует себя и в лирике, и в гимне, и в поэтике нонсенса — и результаты везде впечатляющие».

## Дискография
- «Песни божьей коровки» (1995), кассета
- «Привет Ньютону» (1995), кассета
- «Фантазии на дорогах» (1995), кассета
- «Карман для Августина» (1996), кассета, CD[8]
- «Персонаж» (1998), кассета, CD
- «Доброе время суток» (2002), кассета, CD[9][10]
- «За мной» (2008), CD
- «Ре-диез» (2017)

## Сочинения
- «32-е Августа». М.: «ЧеРо», 1996 г. Сборник стихов и песен участников объединения.
- Игорь Белый. Железный кот. М.: Политбюро, 1998